# Phép ân xá

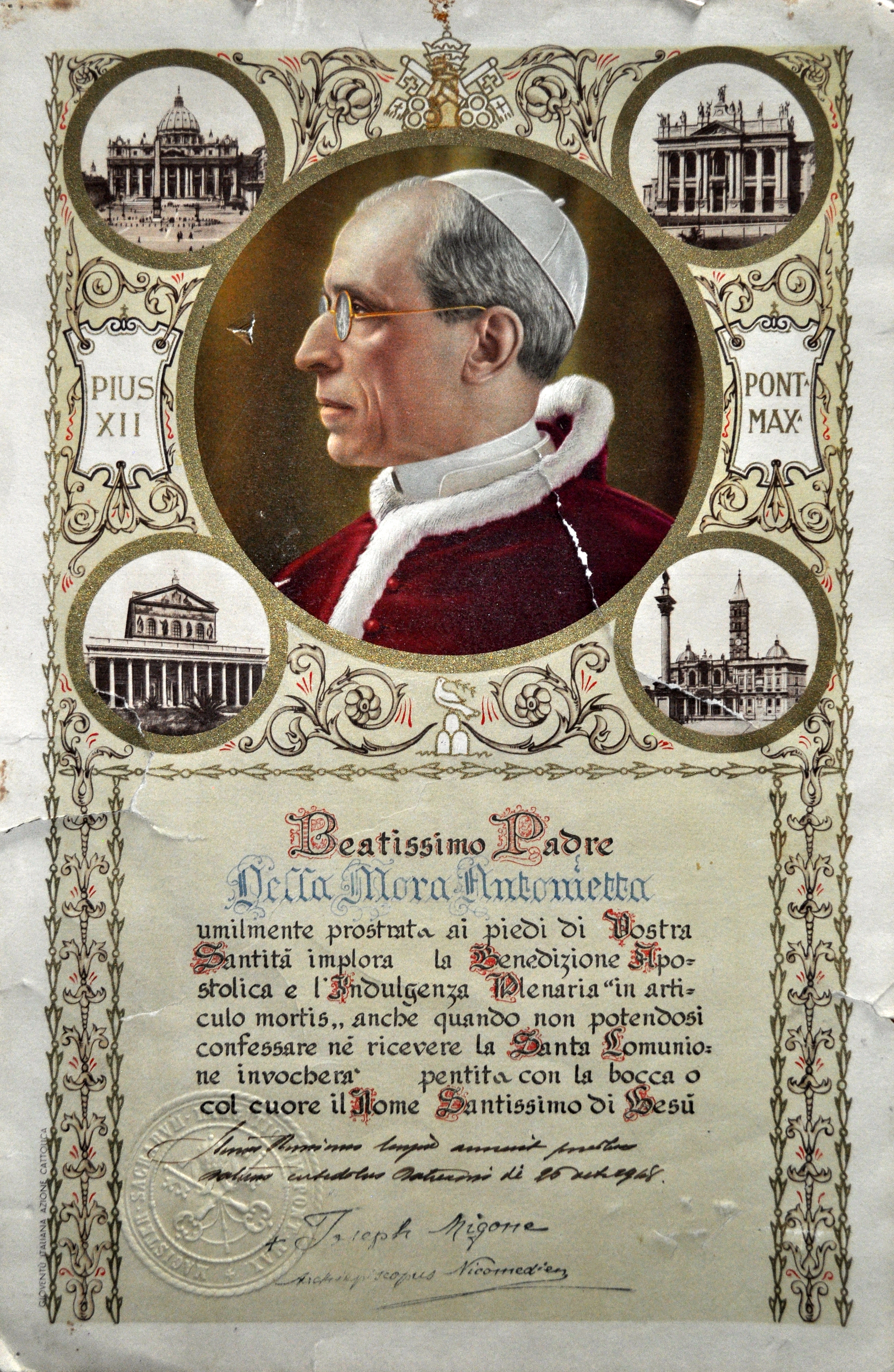
Bằng phép lành và ơn toàn xá của Tòa Thánh dưới triều Giáo hoàng Piô XII (1948)

Phép ân xá (Indulgence/indulgeo) trong lời giảng dạy của Giáo hội Công giáo là "một cách để giảm bớt hình phạt mà một người phải chịu vì tội lỗi (dù đã được tha hay chưa)". Sách Giáo lý Hội Thánh Công giáo mô tả ân xá "là tha những hình phạt tạm do tội gây nên, dù tội đã được tha. Muốn hưởng nhờ ân xá, người Kitô hữu phải hội đủ điều kiện và thi hành những điều Hội Thánh qui định. Với tư cách là trung gian phân phát ơn cứu chuộc, Hội Thánh dùng quyền để ban phát và áp dụng kho tàng công phúc của Đức Kitô và các thánh". Người nhận phép ân xá phải thực hiện một hành động để nhận được ân xá như việc đọc lời cầu nguyện thường xuyên hay hành hương hoặc việc thực hiện những việc tốt. Những phép ân xá được đưa ra để cho phép tha thứ những hình phạt nghiêm khắc của giáo hội và được ban cho nhờ sự cầu nguyện thay của những Cơ đốc nhân đang chờ tử đạo hoặc ít nhất là bị bỏ tù vì đức tin của mình. Phép ân xá có thể là từng phần (gọi là ơn tiểu xá, tiếng Latinh: indulgentia partialis) hay là toàn phần (gọi là ơn đại xá hoặc ơn toàn xá, tiếng Latinh: indulgentia plenaria). Ngoài thẩm quyền tối cao của Giáo hội, chỉ những ai được Luật ban cho, hoặc Đức Giáo Hoàng ban cho, thì mới có thể ban ơn xá.

## Dẫn luận Luther

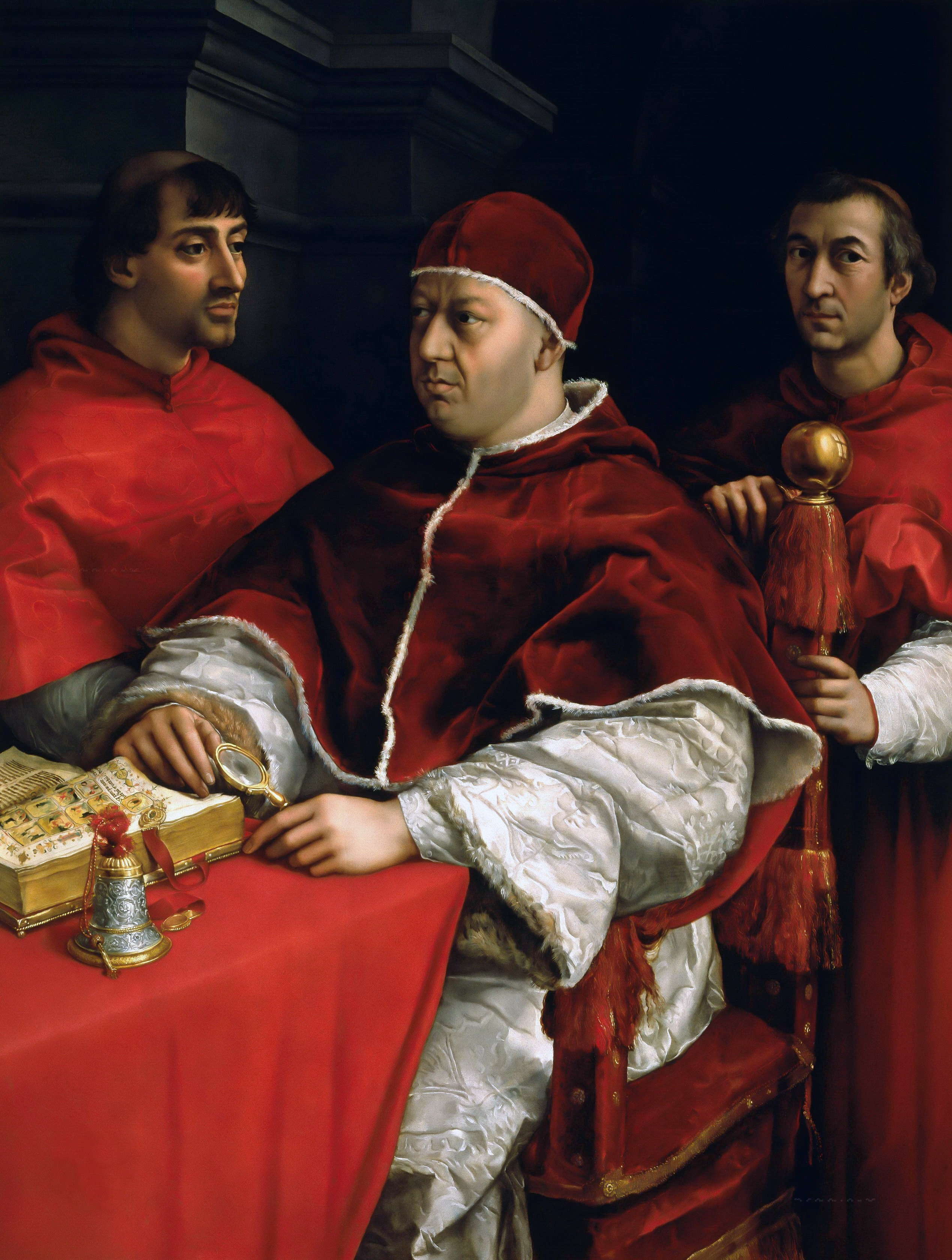
Giáo hoàng Leo X và việc ban ơn toàn xá (bùa giải tội) để gom tiền xây Thánh đường

Trong thần học Kitô giáo, việc tốt hay đơn giản là việc lành chính (Good works) là hành động và việc làm (bên ngoài) của một người phù hợp với những lời dạy đạo đức, nhấn mạnh đến lòng trắc ẩn, bác ái, lòng tốt và tuân thủ các nguyên tắc Kinh thánh, trái ngược với những phẩm chất bên trong như ân sủng hay đức tin. Bắt nguồn từ niềm tin rằng đức tin sẽ thể hiện qua những hành động tích cực, khái niệm này nhấn mạnh tầm quan trọng của việc sống theo đức tin của mình thông qua lòng quảng đại. Những người theo đạo nhấn mạnh tầm quan trọng của việc thực hiện lòng vị tha như một sự thể hiện lòng tận tâm của họ đối với Chúa. Những hành động này, được hướng dẫn bởi những lời dạy về luân lý và đạo đức của Kinh thánh, được coi là những biểu hiện hữu hình của tình yêu thương, sự vâng phục và sự công bình trong khuôn khổ thế giới quan của Cơ Đốc giáo. Khái niệm việc làm tốt có mối liên hệ mật thiết với niềm tin thần học vào sự cứu rỗi thông qua đức tin (sola fide) hơn là một phương tiện để kiếm được sự cứu rỗi, khi những người theo đạo Cơ đốc tìm cách bày tỏ lòng biết ơn của họ đối với ân điển của Đức Chúa Trời bằng cách tích cực tham gia vào các hành động phục vụ người khác. Quan điểm thần học này đặt tầm quan trọng vào sức mạnh biến đổi của việc lành trong việc nuôi dưỡng một cuộc sống phản ánh các giá trị Kitô giáo. Người theo đạo Cơ đốc thường được khuyến khích yêu thương người lân cận, quan tâm đến những người bất hạnh và đề cao các giá trị đạo đức trong cộng đồng của mình.
Trong lịch sử, phong trào Kháng Cách (Cải cách Kháng nghị) đã dậy lên do với nhà thần học Đức Martin Luther nguyên do từ chiến dịch gây quỹ xây dựng Đại Giáo đường Thánh Peter dưới triều Giáo hoàng Giáo hoàng Lêô X là gánh nặng quá sức cho một giáo hội ưa chuộng sự thanh nhã và hào nhoáng theo cung cách của thời phục hưng, buộc họ phải đẩy mạnh việc bán phép ân xá, do đó làm gia tăng ác cảm của giới thị dân đối với hệ thống tăng lữ. Vào năm 1517, Martin Luther dán trên cửa Thành trị - Giáo đường Wittenberg để bố cáo tác phẩm "95 luận đề" (hay còn có tên gọi là Tranh luận về quyền năng và hiệu lực của phép Ân Xá) tố cáo việc Giáo hoàng sử dụng phép ân xá. Ngày 31 tháng 10 năm 1517, Luther viết thư cho Albrecht, Tổng Giám mục Mainz và Magdeburg, phản bác việc bán phép giải tội, đính kèm một bản sao tiểu luận Tranh luận của Martin Luther về Quyền năng và Hiệu lực của Phép Ân Xá. Tác phẩm 95 luận đề của Luther đã trình bày các luận điểm phê phán giáo hội và Giáo hoàng, tập chú vào việc bán phép ân xá, và quan điểm của giáo hội về Luyện ngục. Hans Hillerbrand cho rằng Luther không có ý định đối đầu với giáo hội, nhưng xem cuộc tranh luận là một sự phản biện về học thuật đối với các tập tục của giáo hội, văn phong của ông thể hiện chủ tâm "tra cứu hơn là lập thuyết."  Erasmus cho rằng tôn giáo thật là sự sùng tín nội tâm hơn là các biểu hiện bên ngoài thông qua nghi thức và thánh lễ (bí tích): "Tôi nhận thấy người dân thường trong thế giới Cơ Đốc giáo đã trở nên bại hoại, không chỉ trong cách sống mà còn trong ý tưởng. Tôi cũng thấy phần lớn những người tự nhận là cha xứ và giáo sư đang lạm dụng danh Chúa để làm lợi cho mình...rao giảng những gì họ gọi là điều răn của Chúa nhưng thật ra chỉ là phát kiến của con người...phép ân xá, đóng góp tiền bạc thay vì thật lòng ăn năn, và những điều tương tự..."